# Estación de Granada
Estación de Granada vasútállomás Spanyolországban, Granada településen.

## Vasútvonalak
Az állomást az alábbi vasútvonalak érintik:
- Moreda-Granada-vasútvonal
- Granada-Fuente de Piedra-vasútvonal

## Kapcsolódó állomások
A vasútállomáshoz az alábbi állomások vannak a legközelebb: